# Corea del Sur en los Juegos Paralímpicos de Sochi 2014
Corea del Sur estuvo representada en los Juegos Paralímpicos de Sochi 2014 por un total de 27 deportistas, 23 hombres y 4 mujeres. El equipo paralímpico surcoreano no obtuvo ninguna medalla en estos Juegos.